# 작센안할트주
작센안할트주(독일어: Land Sachsen-Anhalt)는 독일 중동부에 위치한 주로 주도는 마그데부르크이다.
북서쪽으로는 니더작센주, 북동쪽으로는 브란덴부르크주, 남동쪽으로는 작센주, 남서쪽으로는 튀링겐주와 접한다. 남서부의 산지에는 브로켄 현상으로 유명한 브로켄 산이 있다.
1947년 소련군정 하에서 프로이센의 작센 지방과 안할트 지방을 합쳐 형성되었다. 1952년에 동독의 주 제도 폐지와 함께 사라졌으나, 1990년 독일의 재통일로 주 경계만 약간 바뀐 채 부활하였다.

## 주요 도시
- 마그데부르크
- 비텐베르크
- 크베들린부르크
- 데사우

## 행정 구역
11개 군, 3개 군급시를 관할한다.

### 군
- 알트마르크잘츠베델군
- 안할트비터펠트군
- 뵈르데군
- 부르겐란트군
- 하르츠군
- 예리호프군
- 만스펠트쥐트하르츠군
- 잘레군
- 잘츨란트군
- 슈텐달군
- 비텐베르크군

### 군급시
- 데사우로슬라우
- 할레
- 마그데부르크